# Крилівська сільська рада (Андрушівський район)
Крилівська сільська рада — колишня адміністративно-територіальна одиниця та орган місцевого самоврядування у Андрушівському і Бердичівському районах Житомирської й Бердичівської округи, Київської й Житомирської областей Української РСР та України з адміністративним центром у с. Крилівка.

## Населені пункти
Сільській раді підпорядковані населені пункти:
- с. Крилівка

## Населення
Кількість населення ради, станом на 1923 рік, становила 2 365 осіб, кількість дворів — 554.
Відповідно до перепису населення СРСР, станом на 17 грудня 1926 року, чисельність населення ради становила 2 905 особи, з них, за статтю: чоловіків — 1 423, жінок — 1 482; етнічний склад: українців — 2 769, росіян — 3, євреїв — 10, поляків — 114, інші — 9. Кількість господарств — 663, з них, несільського типу — 11.
Відповідно до результатів перепису населення СРСР, кількість населення ради, станом на 12 січня 1989 року, становила 1 152 особи.
Станом на 5 грудня 2001 року, відповідно до перепису населення України, кількість мешканців сільської ради становила 962 особи.

## Склад ради
Рада складається з 16 депутатів та голови.

### Керівний склад сільської ради
| ПІБ                              | Основні відомості                                                                      | Дата обрання | Дата звільнення |
| -------------------------------- | -------------------------------------------------------------------------------------- | ------------ | --------------- |
| Цимбалюк Володимир Васильович    | Сільський голова , 1959 року народження, освіта, член народної партії                  | 26.03.2006   | 07.07.2009      |
| Федорчук Юлія Людвигівна         | Сільський голова , 1961 року народження, освіта, член народної партії                  | 20.06.2010   | 31.10.2010      |
| Бушинський Володимир Каленикович | Сільський голова , 1957 року народження, освіта середня загальна, член Партії регіонів | 31.10.2010   |                 |

Примітка: таблиця складена за даними джерела

## Історія
Створена 1923 року в складі сіл Крилівка та Жерделі Андрушівської волості Волинської губернії. Станом на 17 грудня 1926 року в підпорядкуванні ради числився хутір Бідів, який, на 1 жовтня 1941 року, не перебуває на обліку населених пунктів. У 1941 році в с. Жерделі створено окрему, Жерделівську сільську раду Андрушівського району Житомирської області.
Станом на 1 вересня 1946 року та 1 січня 1972 року сільська рада входила до складу Андрушівського району Житомирської області, на обліку в раді перебувало с. Крилівка.
Виключена з облікових даних 24 листопада 2015 року через об'єднання до складу Червоненській селищній територіальній громаді Андрушівського району Житомирської області.
Входила до складу Андрушівського (7.03.1923 р., 4.01.1965 р.) та Бердичівського (30.12.1962 р.) районів.